# Photis chiconola
Photis chiconola är en kräftdjursart som beskrevs av J. L. Barnard 1964. Photis chiconola ingår i släktet Photis och familjen Isaeidae. Inga underarter finns listade i Catalogue of Life.